# Turneul Internațional Dunărea
Turneul Internațional Dunărea (TID) este cel mai lung turneu anual internațional de caiac, canoe și canotaj organizat pe Dunăre, în lungime de 2082 km, pornind de la Ingolstadt, Germania până la Silistra, Bulgaria. Neoficial, o parte din participanți continuă acest turneu prin România până la Marea Neagră (încă 410 km). Țările organizatoare sunt: Germania, Austria, Slovacia, Ungaria, Serbia și Bulgaria.
TID a avut din totdeauna un considerabil impact internațional. Încă de la început, din anul 1955, unul dintre obiectivele cheie a fost să aducă la un loc participanți din diferite țări, care să cunoască și alte feluri de a trăi, culturi și obiceiuri, fără a se ține cont de orientările politice, religioase sau rasiale. Scopul său principal este să promoveze prietenia între participanți dar și față de cetățenii locurilor prin care trece TID.
De obicei, TID începe în ultima sâmbătă din iunie și se termină în primele zile din septembrie. Sunt aproximativ 50 de locuri de campare pe tot parcursul turului timp de 65 de zile, incluzând 16 sau 17 zile de odihnă. Conform datelor de înscriere, participanții pot intra și ieși din turneu în orice moment (loc de campare) dinainte stabilit.
Participanții vin din diverse categorii profesionale sau sociale. Ei pot fi cântăreți de operă, preoți, muncitori, studenți, doctori, șomeri sau pensionari în vârstă de 70 sau chiar 80 de ani. Ei nu vin numai din țările riverane Dunării, ci din toată lumea, de exemplu Franța, Italia, Israel, Australia, Japonia, Chile sau America de Nord. Trebuie să fie pregătiți sa treacă unele provocări fizice cât și psihice. Indiferent de vreme (căldură, ploaie sau vânt puternic), secțiunile parcurse zilnic sunt între 40 și 65 km, padelând 6 până la 7 zile consecutive, petrecând 5 până la 7 ore pe zi pe apă. Din motive de siguranță este interzis participanților sa rămână pe apă după lăsarea întunericului. Persoanele cu probleme de sănătate trebuie sa consulte medicul înainte de a participa la TID.